# Villa Eira
Villa Eira är en av de villor som användes som gästbostadshus för Hjo Vattenkuranstalti Hjo.
Villa Eira ritades liksom grannvillan Villa Svea av Adrian Crispin Peterson och byggdes av Hjo Vattenkuranstalt 1892 som bostadshus för kuranstaltens sommargäster och inrymde läkarmottagning, massörens rum och laboratorier. Den är i tre våningar och alla gästrum hade egen balkong.
För Villa Eira användes också prefabricerade element, bland annat trappan och delar av tornet från Carl Fredrikssons Träförädlings AB i Katrineholm.
Villa Eira är byggnadsminne sedan den 31 maj 2018, efter beslut av Länsstyrelsen i Västra Götalands län, liksom de övriga byggnaderna i den tidigare vattenkuranstaltens badpark, nuvarande Hjo stadspark.

## Bildgalleri

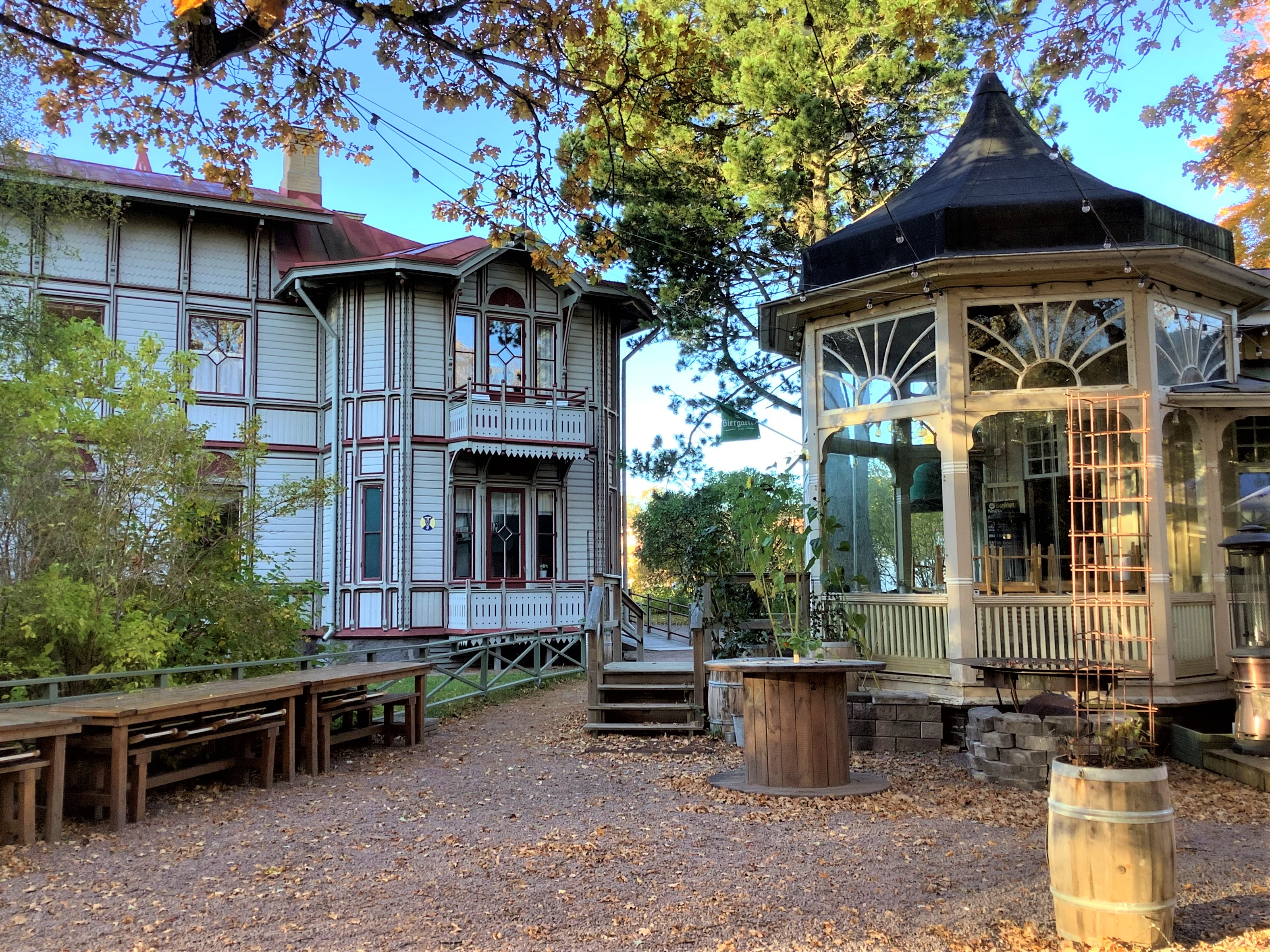
Villa Eira och Eirapaviljongen
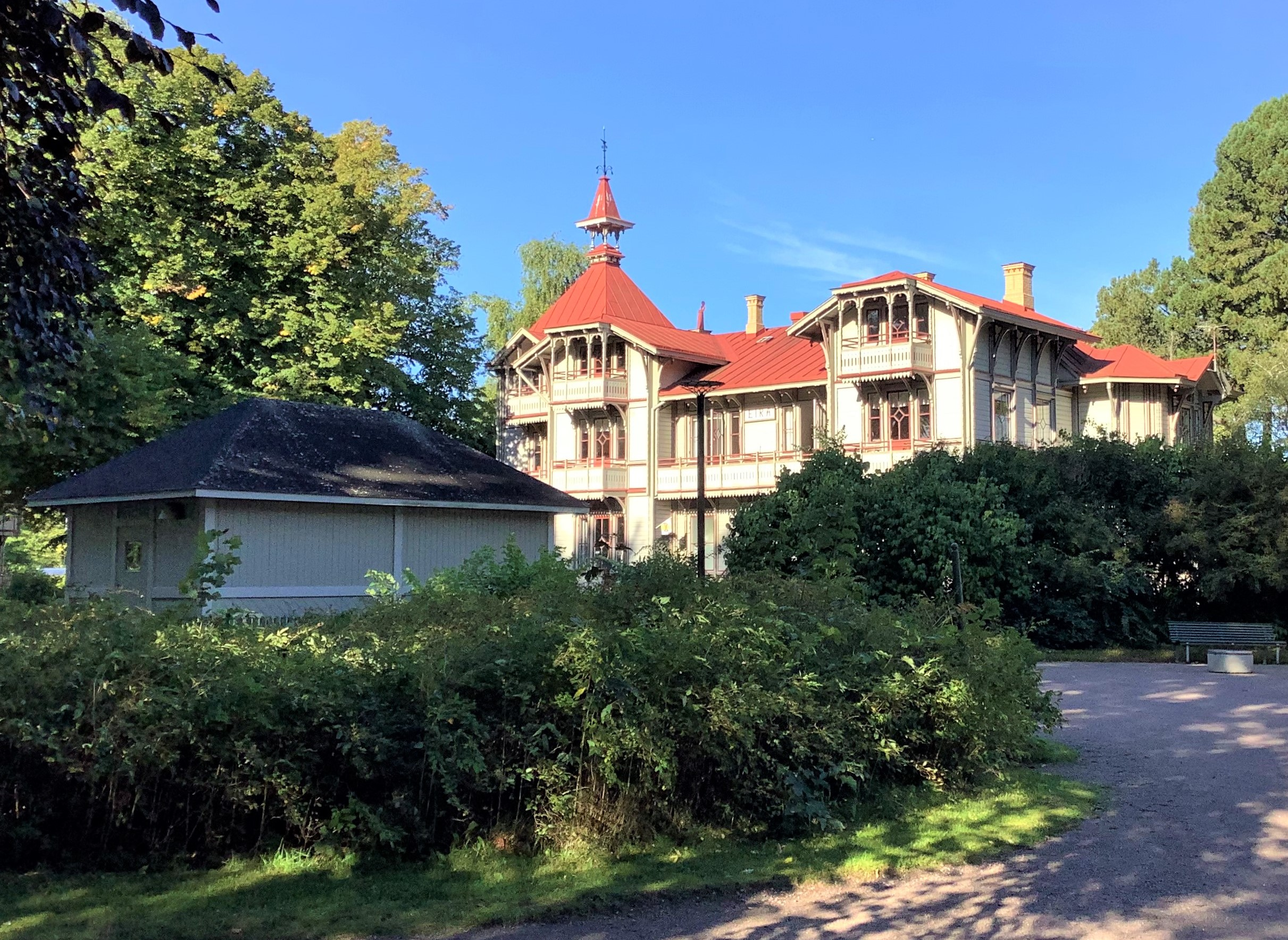
Villa Eira från öster
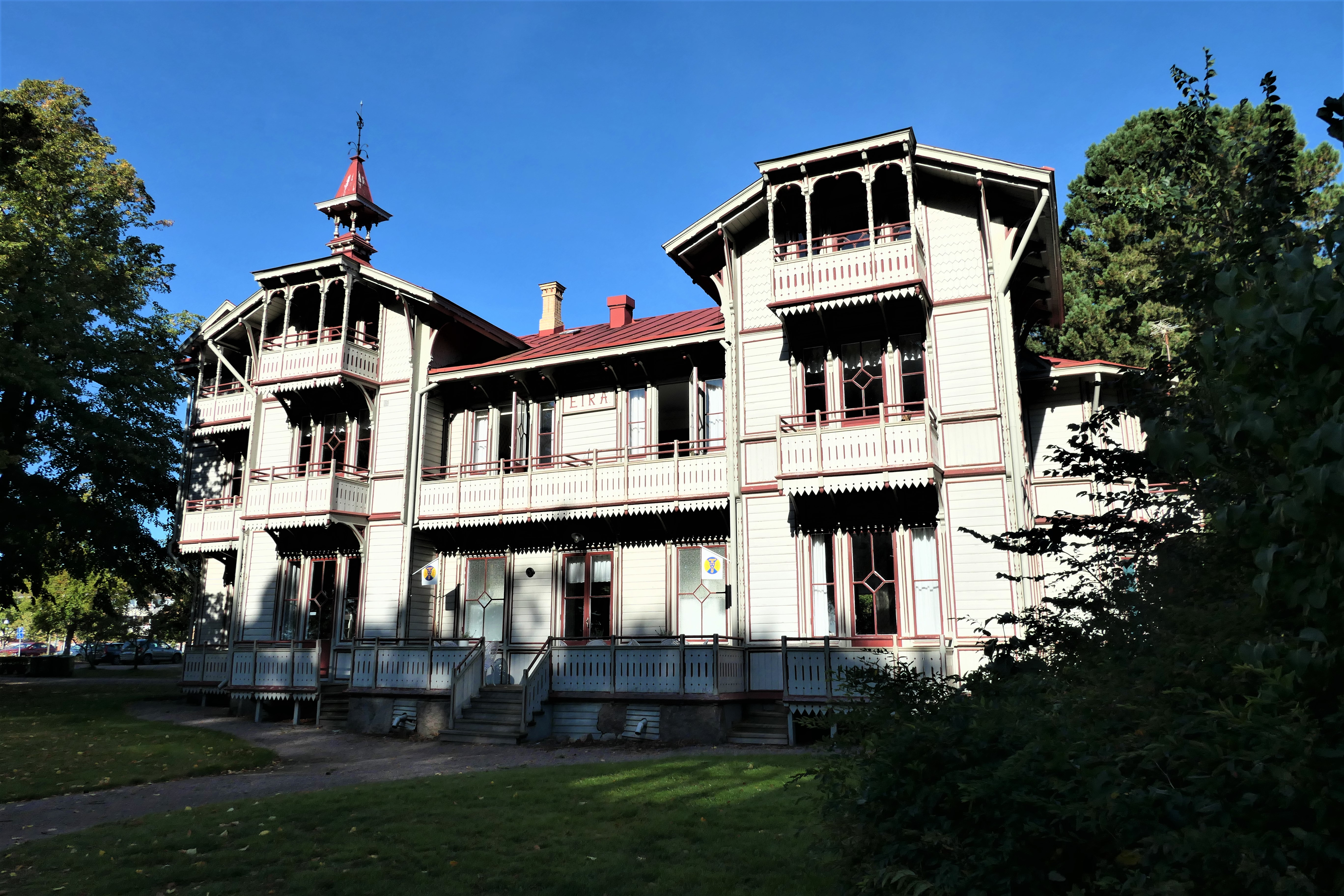
Villa Eira från öster
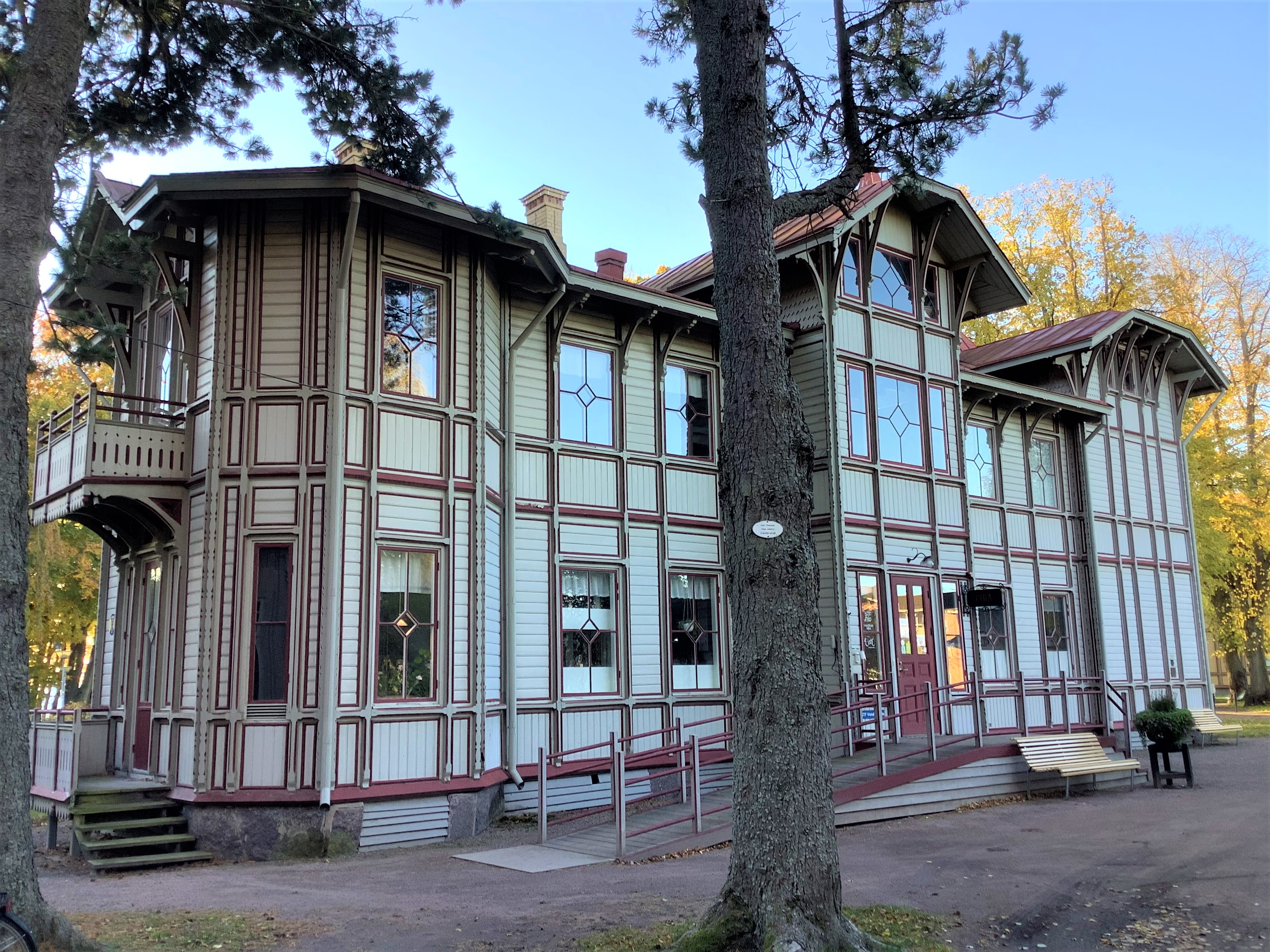
Villa Eira från sydost